# Лукин, Иван Михайлович
Иван Михайлович Лукин — советский лесовод, рационализатор производства. Директор Плесецкого леспромхоза Архангельской области; заместитель, а затем генеральный директор лесозаготовительного объединения «Плесецклес» (1974—1978). Герой Социалистического Труда (1971). Участник Великой Отечественной войны.

## Биография
Иван Михайлович Лукин родился 27 марта 1922 года в деревне Сарлей Нижегородского узеда Нижегородской губернии (ныне Дальнеконстантиновский район Нижегородской области). По окончании в 1940 году средней школы работал в Горьком на местном льнокомбинате «Красный Октябрь» счетоводом.
В июле 1942 года был призван в ряды Красной Армии и отправлен на фронт. Воевал в Белоруссии, Восточной Пруссии, участвовал в Берлинской наступательной операции. Был награждён орденами Красной Звезды и Отечественной войны II степени. После демобилизации вернулся на Горьковский льнокомбинат «Красный Октябрь», где работал в течение 5 лет старшим бухгалтером. 
В 1951 году после возвращения в Архангельскую область начал трудиться в лесной промышленности: работал помощником вальщика, бригадиром грузчиков в Кулосежском лесопункте, затем — бухгалтером в лесопункте Пыстрома, позднее — начальником одного из отстающих лесопунктов Няводы.
По окончании в 1960 году Архангельского лесотехнического техникума (ныне Технологический колледж Императора Петра I) был назначен начальником склада и производственно-технического отдела вновь созданного Верховского учебно-опытного леспромхоза Северного научно-исследовательского института промышленности.
Несмотря на отсутствие инженерного образования, в 1964 году Лукин был выдвинут Плесецким райкомом КПСС на должность директора местного леспромхоза. Под его руководством на предприятии стали внедрять и использовать передовые технологии на производстве, способы рационального использования отходов древесины, создан цех хвойно-витаминной муки. В 1966 году за достижения высоких показателей в выполнении семилетнего плана Иван Михайлович был награждён орденом «Знак Почета».
По итогам восьмой пятилетки (1966—1970) Плесецкий леспромхоз, ставший лидером по комплексной выработке на человека в Архангельской области, участвовал в Выставке достижений народного хозяйства СССР, где его работники были отмечены медалями. Указом Президиума Верховного Совета СССР от 7 мая 1971 года за выдающиеся успехи, достигнутые в выполнении заданий пятилетнего плана по развитию лесной и деревообрабатывающей промышленности, Лукину Ивану Михайловичу было присвоено звание Героя Социалистического Труда с вручением ордена Ленина и золотой медали «Серп и Молот».
Избирался депутатом Архангельского областного и Плесецкого районного советов депутатов, делегатом XV съезда профсоюзов СССР.
После выхода на пенсию проживал в посёлке Плесецк. Умер 22 ноября 1990 года, был похоронен на кладбище в Плесецке.